# Арчер (Небраска)
Арчер (англ. Archer) — переписна місцевість (CDP) в США, в окрузі Меррік штату Небраска. Населення — 68 осіб (2020).

## Географія
Арчер розташований за координатами 41°10′0″ пн. ш. 98°8′20″ зх. д. / 41.16667° пн. ш. 98.13889° зх. д. (41.166629, -98.138864).  За даними Бюро перепису населення США в 2010 році переписна місцевість мала площу 2,60 км², уся площа — суходіл.

## Демографія
Згідно з переписом 2010 року, у переписній місцевості мешкала 81 особа в 31 домогосподарстві у складі 24 родин. Густота населення становила 31 особа/км².  Було 32 помешкання (12/км²).
Расовий склад населення:
| - 100,0 % — білих |

До двох чи більше рас належало 0,0 %. Частка іспаномовних становила 0,0 % від усіх жителів.
За віковим діапазоном населення розподілялося таким чином: 27,2 % — особи молодші 18 років, 61,7 % — особи у віці 18—64 років, 11,1 % — особи у віці 65 років та старші. Медіана віку мешканця становила 41,8 року. На 100 осіб жіночої статі у переписній місцевості припадало 138,2 чоловіків;  на 100 жінок у віці від 18 років та старших — 118,5 чоловіків також старших 18 років.
Середній дохід на одне домашнє господарство  становив 47 245 доларів США (медіана — 44 583), а середній дохід на одну сім'ю — 47 245 доларів (медіана — 44 583). 
Цивільне працевлаштоване населення становило 44 особи. Основні галузі зайнятості: роздрібна торгівля — 34,1 %, будівництво — 27,3 %, освіта, охорона здоров'я та соціальна допомога — 20,5 %.